# Бент, Амель
Амель Бент  (араб. آمال بنت بشير‎ (урождённая Амель Башир, род. 21 июня 1985) — французская певица, исполняющая поп, R’n’B и соул.

## Биография
Амель Бент выросла во французской коммуне Ла-Курнёв в семье алжирца и марокканки. Будучи подростком, она изучала психологию, но всегда увлекалась музыкой. Преподаватель музыки Амель сподвигла её начать заниматься пением.
В 2004 году она приняла участие в телевизионном проекте «Nouvelle Star» (аналог британского Pop Idol), в котором дошла до полуфинала. Несмотря на то, что ей не удалось одержать победу, ею заинтересовались продюсеры. В конце того же года Амель выпустила свой дебютный альбом «Un jour d'été». Альбом разошелся в количестве более 650 000 копий и получил статус платинового. Первый сингл «Ma philosophie», благодаря которому она получила известность, был распродан в количестве более 560 000 копий и оставался на первом месте музыкального хит-парада Франции в течение 6 недель.
В 2006 году Амель получает премию «Victoires de la musique» в номинации «Открытие года». В том же году она выпустила сингл «Eye of the tiger» (кавер-версия песни группы Survivor) в качестве саундтрека к фильму «Астерикс и викинги», который позже вошел в альбом.
В 2007 году вышел второй альбом Амель под названием «À 20 ans». Первым синглом стала песня «Nouveau Français», которая породила множество споров, в связи с выборами президента страны. В создании альбома участвовали Паскаль Обиспо и Шарль Азнавур. Концертный тур в поддержку альбома был настолько успешным, что ей пришлось вернуться с концертом в Париж дважды. Во время своего тура она также дала концерт в Москве.
В 2008 певица записала Vivre ma vie, французскую версию саундтрека Walk Away к фильму «Классный мюзикл: Выпускной».
В 2009 певица возвращается с синглом «Où je vais», а также одноименным альбомом, после чего последовал концертный тур, который завершился 18 декабря 2010 в «Зените». Альбом стал настоящим успехом, так как был продан в количестве более 150 000 копий.
В 2011 Амель объявила о выходе нового альбома «Délit mineur» в своем твиттере. Из-за неудачно выбранного первого сингла «Je reste», альбом потерпел провал и был продан в количестве 50 000 копий, в связи с чем концертный тур был отменен. На сегодняшний день это единственный альбом певицы, который не получил никаких номинаций.
В 2012 она приняла участие в записи альбома Далиды «Depuis Qu’elle Est Partie», в котором исполнила песню «A Ma Manière». В том же году был выпущен промосингл «Ма chance» для участия в NRJ Music Awards. Амель также принимает участие в телевизионном шоу «Danse avec les stars» (Танцы со звездами), в котором выходит в финал и занимает второе место.
В 2013 году вышел сингл «Quand la musique est bonne», который входит в альбом «Génération Goldman volume 2», записанный совместно с рэпером Soprano. Он также вошел в пятый студийный альбом певицы. Амель приняла участия в записи альбомов Лары Фабиан, Rohff и Vitaa.
10 сентября 2013 певица выпустила первый сингл «Sans toi» из нового альбома «Instinct». Дата выхода альбома 24 февраля 2014. Начиная с ноября 2013 Амель находится в туре в поддержку своего еще не вышедшего альбома. 16 и 17 ноября были даны два концерта в «Олимпии».
24 февраля 2014 вышел пятый альбом певицы «Instinct». Он включается в себя синглы: «Ma chance», «Quand la musique est bonne», «Sans toi» и «Regarde-nous». Альбом занял 8 место в Топе лучших альбомов, начиная с первой недели продаж. В альбом вошел трек «Quand je danse», записанный совместно с Ne-Yo. На данный момент альбом разошелся в количестве всего лишь 20 000 копий.
С 15 июня 2015 года Амель замужем за предпринимателем Патриком Антонелли. Супруги воспитывают двух дочерей - Софию и Хану.

## Дискография

### Альбомы
| Год  | Альбом        | Классификация продаж | Классификация продаж | Классификация продаж | Классификация продаж | Продажи | Сертификация |
| Год  | Альбом        | FR                   | FR DL1               | BEL²                 | CH                   | Продажи | Сертификация |
| ---- | ------------- | -------------------- | -------------------- | -------------------- | -------------------- | ------- | ------------ |
| 2004 | Un Jour d'été | 3                    | 1                    | 12                   | 39                   | 550 000 | Платиновый   |
| 2007 | À 20 ans      | 4                    | 13                   | 15                   | 24                   | 200 000 | Платиновый   |
| 2009 | Où je vais    | 9                    | 5                    | 25                   | 65                   | 150 000 | Платиновый   |
| 2011 | Délit mineur  | 24                   | 8                    | 61                   | -                    | 50 000  | Золотой      |
| 2014 | Instinct      | -                    | -                    | -                    | -                    | 14 000  | -            |

1 French Digital Charts

² Belgian Albums Chart (Валлония)

### Синглы
| 2004                                      | «Ma Philosophie»            | 1   | 1  | 1  | 16 | 560 000 | Бриллиантовый | Un Jour d'été |
| 2005                                      | «Le droit à l’erreur»       | 7   | 3  | 16 | 36 | 85 000  | Серебряный    | Un Jour d'été |
| 2005                                      | «Ne retiens pas tes larmes» | 5   | 1  | 5  | 50 | 174 000 | Золотой       | Un Jour d'été |
| 2006                                      | «Eye of the Tiger»          | 2   | 17 | 13 | 32 | 95 400  | Серебряный    | Un Jour d'été |
| 2007                                      | «Nouveau Français»          | 3   | 18 | 7  | 75 | 96 000  | Серебряный    | À 20 ans      |
| 2007                                      | «À 20 ans» (feat. Diam's)   | —   | 42 | —  | —  | —       | —             | À 20 ans      |
| 2008                                      | «Tu n’es plus là»           | —   | 8  | 40 | —  | —       | —             | À 20 ans      |
| 2008                                      | «Désolée»                   | —   | —  | —  | —  | —       | —             | À 20 ans      |
| 2009                                      | «Où je vais»                | —   | 4  | 23 | —  | 50 000  | —             | Où je vais    |
| 2010                                      | «Le mal de toi»             | —   | 48 | —  | —  | —       | —             | Où je vais    |
| 2010                                      | «Je me sens bien»           | —   | —  | —  | —  | —       | —             | Où je vais    |
| 2010                                      | «Cette idee la»             | 92  | —  | —  | —  | —       | —             | Où je vais    |
| 2011                                      | «Je reste»                  | 29  | —  | —  | —  | 21 000  | —             | Délit mineur  |
| 2012                                      | «Délit»                     | 38  | 27 | —  | —  | 11 000  | —             | Délit mineur  |
| 2012                                      | «Ma chance»                 | 106 | —  | —  | —  | —       | —             | Instinct      |
| 2013                                      | «Sans toi»                  | 144 | —  | —  | —  | —       |               | Instinct      |
| 2014                                      | «Regarde-nous»              | 118 | —  | —  | —  | —       | —             | Instinct      |
| 2014                                      | «En silence»                | 164 | —  | —  | —  | —       | —             | Instinct      |
| «—» обозначает, что сингл не попал в чарт |                             |     |    |    |    |         |               |               |

1 French Digital Charts

² Belgian Singles Chart (Валлония)